# Morgedal
Morgedal – wioska w Norwegii położona w gminie Kviteseid w regionie Telemark. Pełni rolę kurortu narciarskiego. Z tej wioski pochodzili między innymi Sondre Norheim, Torjus Hemmestveit, Mikkjel Hemmestveit. W 1881 roku bracia Hemmestveit utworzyli szkołę narciarską.